# 微流控
微流控是一种精确控制和操控微尺度流体的技术，尤其特指亚微米结构的技术。
特别的，微意味着以下的特性：
- 微小的容量（纳升，皮升，飞升级别）
- 微小的体积
- 低能量消耗
- 装置本身占用体积小
- 高度集中化
- 高度自动化

微流控利用对于微尺度下流体的控制，是一个包括了工程学，物理学，化学，微加工和生物工程的多交叉学科。
微流控在20世纪80年代兴起，并在DNA芯片，芯片实验室，微进样技术，微热力学技术得到了发展。
微流控研究的空间特征尺度范围在1微米(10-6米)至1毫米(10-3米)。

## 微观流体行为

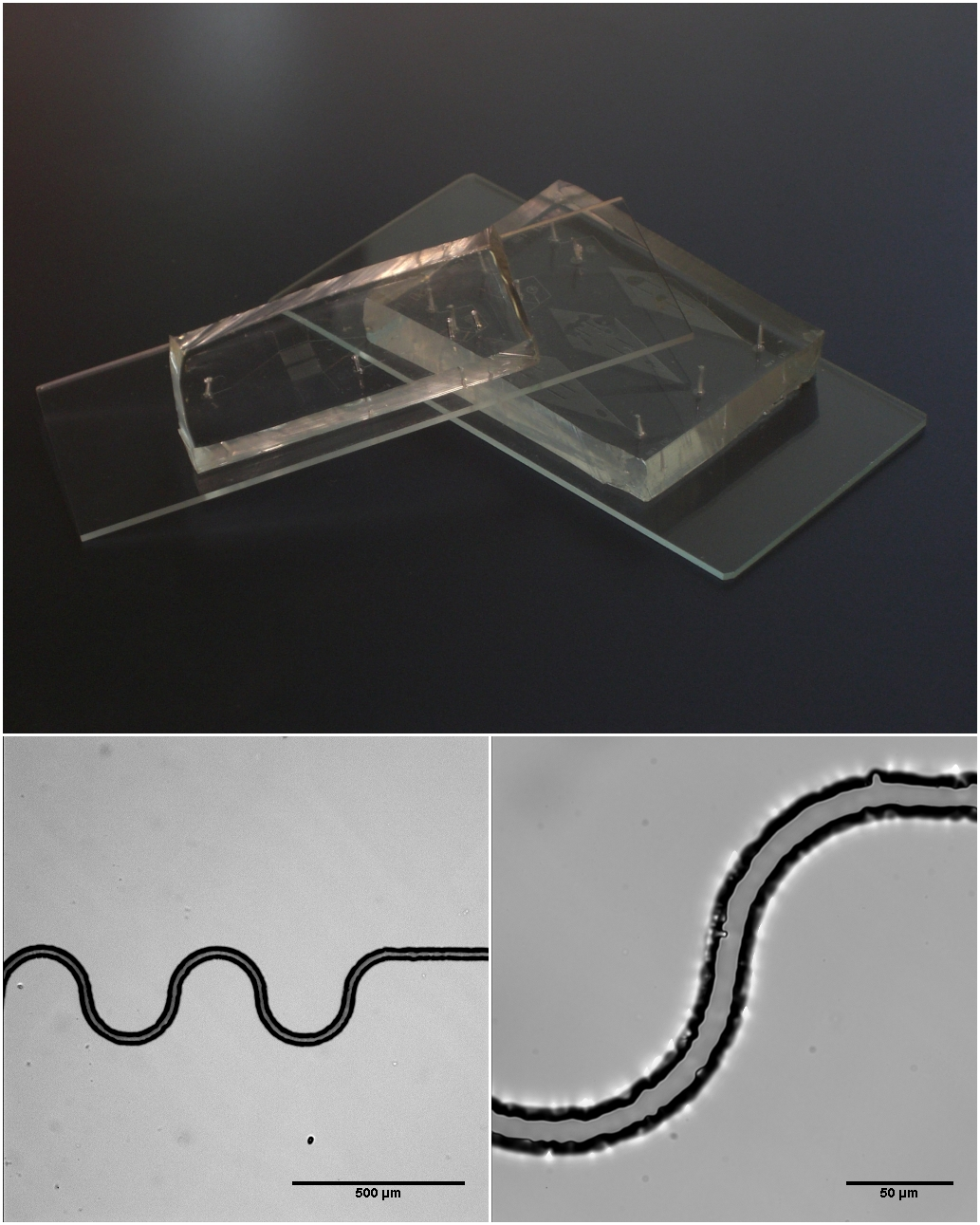
硅橡胶和玻璃微流控装置。 顶部：设备的照片。 底部：蜿蜒通道〜15微米（μm）宽的相差显微照相。

流体在微观上的行为与宏观流体的行为的主要区别在于在微观尺度重力和惯性不再起主导作用。而表面张力，能量耗散，及流体阻力开始主导着流体行为。微流控研究这些行为如何变化，以及如何解决这些行为，或者为新用途而开发。
在流体通道的尺寸约为100纳米（nm）-500微米（μm），直到2毫米以下（<2mm）时，就需要考虑到微流体现象了。雷诺数（比较惯性力和粘性力的常数）变的很小，大部分的流态成了层流而非湍流。 当几束流体并行时，不会发生混合，而流体之间的物质交流则依赖于相对而言缓慢无效率的扩散。它们之间的分子转移必须常常考虑扩散作用。这个性质在微流体仪器中显得尤为重要。所以微流体仪器可以比传统实验条件获得更精细，更稳定的化学梯度。
化学和物理性质（浓度，pH，温度，剪切力等）的高特异性也可以被确保，从而在单次和多步反应中产生更均匀的反应条件和较高级别的产物。

## 主要应用领域
微流体结构包括微气体系统，即用于处理片外流体（液体泵，气体阀等）的微系统，以及用于片上处理纳升（nl）和皮升（pl）体积的微流体结构。迄今为止，最成功的微流体的商业应用是喷墨打印头。此外，微流体制造的进步允许以低成本塑料生产设备，并且可以自动验证部件质量。
微流体技术的进步正在革新分子生物学方法进行酶分析（如葡萄糖和乳酸分析），DNA分析（如聚合酶链式反应和高通量测序）和蛋白质组学。微流体生物芯片的基本思想是将检测操作，以及样品预处理和样品制备在一个芯片上进行整合。
生物芯片的新兴应用领域是临床病理学，特别是疾病的即时现场诊断。此外，能够对生化毒素和其他危险病原体的空气/水样进行连续采样和实时测试的基于微流体的设备可以作为一个永远在线的“生物烟雾报警器”进行预警。
微流控技术已经为生物学家创造了强大的工具来控制整个的细胞环境，从而导致新的问题和新的发现。例如，细胞群的分离和分析，药物包埋和药物传递等方面。
该技术在微生物学方面的多种优势如下所示：
- 一般单细胞研究包括生长[14][15]
- 细胞衰老：诸如“母机”之类的微流体装置允许跟踪数千个单个细胞数代，直到它们死亡[14]
- 微环境控制：从机械环境[16]到化学环境[17]
- 通过在单个设备中引入多个化学输入来确定精确的时空浓度梯度 [18]

## 参阅
- 晶片實驗室
- 器官晶片